# Roberto Sosa (football)
Roberto Eduardo Sosa (né le 14 juin 1935 à San Carlos en Uruguay) est un joueur de football international uruguayen, qui évoluait au poste de gardien de but.

## Biographie

### Carrière en club
Avec le Club Nacional, il remporte quatre championnats d'Uruguay et joue deux finales de Copa Libertadores.

### Carrière en sélection
Avec l'équipe d'Uruguay, il joue 22 matchs (pour 35 buts encaissés) entre 1959 et 1967. 
Il figure dans le groupe des sélectionnés lors des Coupes du monde de 1962 et de 1966. Lors du mondial 1962 organisé au Chili, il joue trois matchs : contre la Colombie, la Yougoslavie et enfin l'URSS. En revanche, lors du mondial 1966 organisé en Angleterre, il ne joue aucun match.
Il participe également au championnat sud-américain de 1959 en Équateur. La sélection uruguayenne remporte la compétition.

## Palmarès
| Club Nacional - Championnat d'Uruguay (4) : - Champion : 1956, 1957, 1963 et 1966. - Copa Libertadores : - Finaliste : 1964 et 1967. |  | Uruguay - Championnat sud-américain (1) : - Vainqueur : 1959 (Équateur). |